# Melchor de Palau

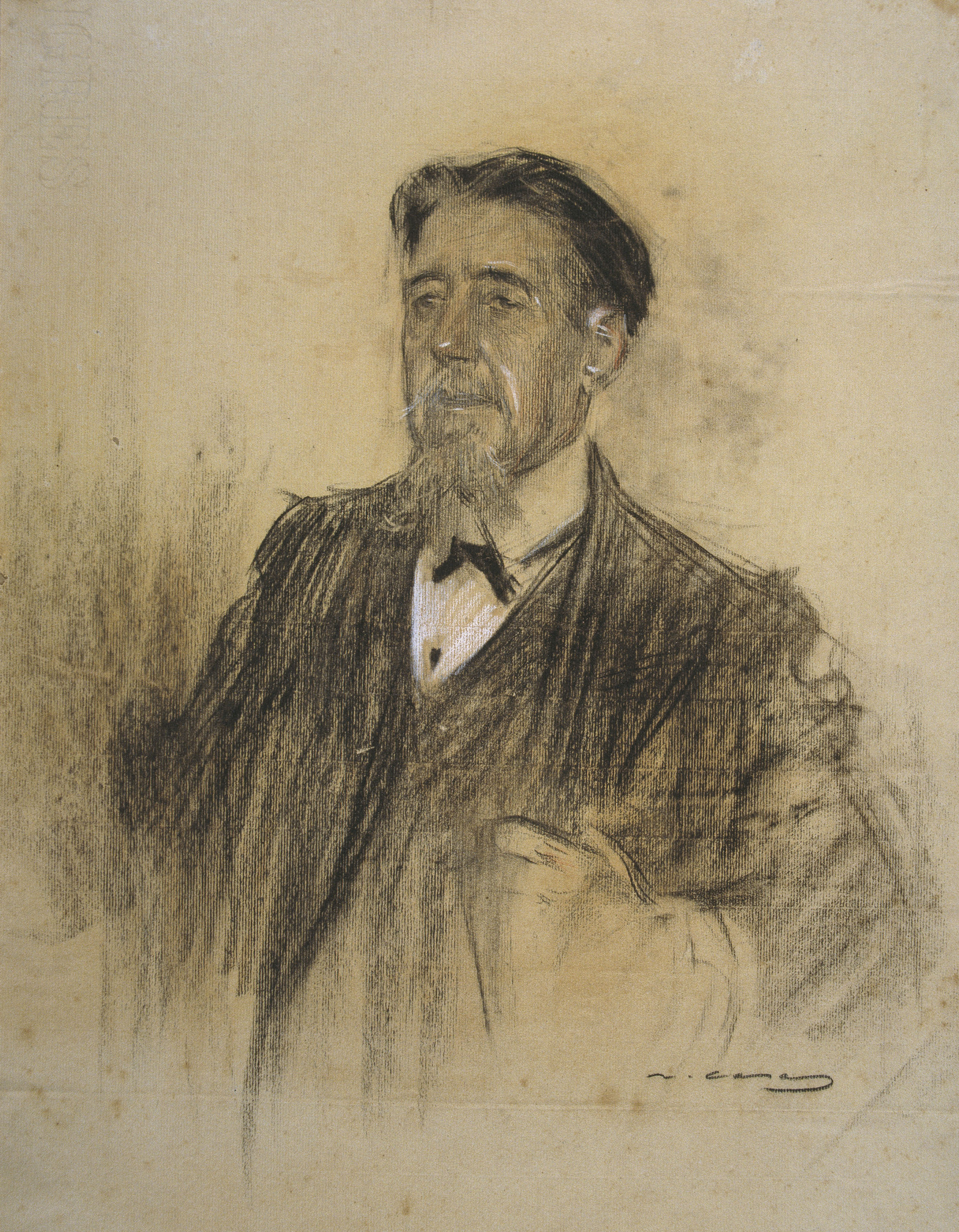
Melchor de Palau, porträtterad av Ramón Casas.

Melchor de Palau y Catalá, född den 15 oktober 1843 i Mataró vid Barcelona, död den 2 mars 1910 i Madrid, var en spansk skald och ingenjör.
Palau diktade, vid sidan av sin omfattande verksamhet som praktisk ingenjör och skriftställare inom sitt fack, av folket mycket sjungna Cantares (1886), Nuevos cantares, Verdades poéticas (1881) och Desde Belen al calvario (1877). Korta, men tillförlitliga är hans många litterärbiografiska uppsatser, sammanfattade i Acontecimientos literarios (1896). Palau var ledamot av spanska akademien.